# Synagoga Zalmana Bibergala i Majera Lichtensztejna w Łodzi (ul. Wschodnia 29)
Synagoga Zalmana Bibergala i Majera Lichtensztejna w Łodzi – prywatny dom modlitwy znajdujący się w Łodzi przy ulicy Wschodniej 29.
Synagoga została zbudowana w 1899 roku z inicjatywy Zalmana Bibergala i Majera Lichtensztejna. Mogła ona pomieścić 30 osób. Podczas II wojny światowej hitlerowcy zdewastowali synagogę.